# 110 meter häck för herrar i friidrott vid olympiska sommarspelen 2000
110 meter häck för herrar vid olympiska sommarspelen 2000 i Sydney avgjordes 24-25 september. 

## Medaljörer
| Gren           | Guld              | Guld  | Silver                | Silver | Brons          | Brons |
| 110 meter häck | Anier Garcia Kuba | 13.00 | Terrence Trammell USA | 13.16  | Mark Crear USA | 13.22 |

## Resultat
- Q innebär avancemang utifrån placering i heatet.
- q innebär avancemang utifrån total placering.
- DNS innebär att personen inte startade.
- DNF innebär att personen inte fullföljde.
- DQ innebär diskvalificering.
- NR innebär nationellt rekord.
- OR innebär olympiskt rekord.
- WR innebär världsrekord.
- WJR innebär världsrekord för juniorer
- AR innebär världsdelsrekord (area record)
- PB innebär personligt rekord.
- SB innebär säsongsbästa.
- w innebär medvind > 2,0 m/s

### Omgång 1
| Heat 1 av 6 Datum: Söndagen den 24 september 2000 | Heat 1 av 6 Datum: Söndagen den 24 september 2000 | Heat 1 av 6 Datum: Söndagen den 24 september 2000 | Heat 1 av 6 Datum: Söndagen den 24 september 2000 | Heat 1 av 6 Datum: Söndagen den 24 september 2000 | Heat 1 av 6 Datum: Söndagen den 24 september 2000 | Heat 1 av 6 Datum: Söndagen den 24 september 2000 | Heat 1 av 6 Datum: Söndagen den 24 september 2000 | Heat 1 av 6 Datum: Söndagen den 24 september 2000 |
| Placering                                         | Placering                                         | Idrottare                                         | Nation                                            | Bana                                              | Reaktion                                          | Tid                                               | Kval.                                             | Rekord                                            |
| Heat                                              | Totalt                                            | Idrottare                                         | Nation                                            | Bana                                              | Reaktion                                          | Tid                                               | Kval.                                             | Rekord                                            |
| ------------------------------------------------- | ------------------------------------------------- | ------------------------------------------------- | ------------------------------------------------- | ------------------------------------------------- | ------------------------------------------------- | ------------------------------------------------- | ------------------------------------------------- | ------------------------------------------------- |
| 1                                                 | 3                                                 | Mark Crear                                        | USA                                               | 2                                                 | 0,228 s                                           | 13,44 s                                           | Q                                                 |                                                   |
| 2                                                 | 9 T                                               | Staņislavs Olijars                                | Lettland                                          | 1                                                 | 0.228 s                                           | 13.56 s                                           | Q                                                 |                                                   |
| 3                                                 | 19 T                                              | Kyle Vander-Kuyp                                  | Australien                                        | 8                                                 | 0.152 s                                           | 13.67 s                                           | Q                                                 |                                                   |
| 4                                                 | 34                                                | Paul Sehzue                                       | Liberia                                           | 5                                                 | 0.216 s                                           | 14.18 s                                           | Q                                                 |                                                   |
| 5                                                 | 35                                                | Charles Tyrone Allen                              | Guyana                                            | 5                                                 | 0.225 s                                           | 14.21 s                                           |                                                   |                                                   |
| 6                                                 | 40                                                | Ralf Leberer                                      | Tyskland                                          | 6                                                 | 0.164 s                                           | 56.74 s                                           | q                                                 |                                                   |
|                                                   |                                                   | Tony Jarrett                                      | Storbritannien                                    | 7                                                 | 0.178 s                                           | DQ                                                |                                                   |                                                   |
|                                                   |                                                   | Marcin Kuszewski                                  | Polen                                             | 3                                                 | 0.200 s                                           | DNF                                               |                                                   |                                                   |

| Heat 2 av 6 Datum: Söndagen den 24 september 2000 | Heat 2 av 6 Datum: Söndagen den 24 september 2000 | Heat 2 av 6 Datum: Söndagen den 24 september 2000 | Heat 2 av 6 Datum: Söndagen den 24 september 2000 | Heat 2 av 6 Datum: Söndagen den 24 september 2000 | Heat 2 av 6 Datum: Söndagen den 24 september 2000 | Heat 2 av 6 Datum: Söndagen den 24 september 2000 | Heat 2 av 6 Datum: Söndagen den 24 september 2000 | Heat 2 av 6 Datum: Söndagen den 24 september 2000 |
| Placering                                         | Placering                                         | Idrottare                                         | Nation                                            | Bana                                              | Reaktion                                          | Tid                                               | Kval.                                             | Rekord                                            |
| Heat                                              | Totalt                                            | Idrottare                                         | Nation                                            | Bana                                              | Reaktion                                          | Tid                                               | Kval.                                             | Rekord                                            |
| ------------------------------------------------- | ------------------------------------------------- | ------------------------------------------------- | ------------------------------------------------- | ------------------------------------------------- | ------------------------------------------------- | ------------------------------------------------- | ------------------------------------------------- | ------------------------------------------------- |
| 1                                                 | 1                                                 | Dudley Dorival                                    | Haiti                                             | 4                                                 | 0,203 s                                           | 13,33 s                                           | Q                                                 | NR                                                |
| 2                                                 | 5T                                                | Yoel Hernandez                                    | Kuba                                              | 1                                                 | 0.173 s                                           | 13.53 s                                           | Q                                                 |                                                   |
| 2                                                 | 5T                                                | Shaun Bownes                                      | Sydafrika                                         | 3                                                 | 0.187 s                                           | 13.53 s                                           | Q                                                 |                                                   |
| 4                                                 | 19T                                               | Falk Balzer                                       | Tyskland                                          | 8                                                 | 0.183 s                                           | 13.67 s                                           | Q                                                 |                                                   |
| 5                                                 | 27                                                | Stephen Brown                                     | Trinidad och Tobago                               | 5                                                 | 0.182 s                                           | 13.92 s                                           | q                                                 |                                                   |
| 6                                                 | 30                                                | Peter Coughlan                                    | Irland                                            | 7                                                 | 0.198 s                                           | 14.03 s                                           | q                                                 |                                                   |
| 7                                                 | 37                                                | Robert Foster                                     | Jamaica                                           | 2                                                 | 0.221 s                                           | 14.33 s                                           |                                                   |                                                   |
| 8                                                 | 30                                                | Mubarak Mubarak                                   | Saudiarabien                                      | 6                                                 | 0.423 s                                           | DQ                                                |                                                   |                                                   |

| Heat 3 av 6 Datum: Söndagen den 24 september 2000 | Heat 3 av 6 Datum: Söndagen den 24 september 2000 | Heat 3 av 6 Datum: Söndagen den 24 september 2000 | Heat 3 av 6 Datum: Söndagen den 24 september 2000 | Heat 3 av 6 Datum: Söndagen den 24 september 2000 | Heat 3 av 6 Datum: Söndagen den 24 september 2000 | Heat 3 av 6 Datum: Söndagen den 24 september 2000 | Heat 3 av 6 Datum: Söndagen den 24 september 2000 | Heat 3 av 6 Datum: Söndagen den 24 september 2000 |
| Placering                                         | Placering                                         | Idrottare                                         | Nation                                            | Bana                                              | Reaktion                                          | Tid                                               | Kval.                                             | Rekord                                            |
| Heat                                              | Totalt                                            | Idrottare                                         | Nation                                            | Bana                                              | Reaktion                                          | Tid                                               | Kval.                                             | Rekord                                            |
| ------------------------------------------------- | ------------------------------------------------- | ------------------------------------------------- | ------------------------------------------------- | ------------------------------------------------- | ------------------------------------------------- | ------------------------------------------------- | ------------------------------------------------- | ------------------------------------------------- |
| 1                                                 | 14                                                | Anier García                                      | Kuba                                              | 8                                                 | 0,235 s                                           | 13,60 s                                           | Q                                                 |                                                   |
| 2                                                 | 24                                                | Andrej Kislich                                    | Ryssland                                          | 4                                                 | 0.167 s                                           | 13.77 s                                           | Q                                                 |                                                   |
| 3                                                 | 25                                                | Balázs Kovács                                     | Ungern                                            | 5                                                 | 0.140 s                                           | 13.83 s                                           | Q                                                 |                                                   |
| 4                                                 | 28T                                               | Jean-Marc Grava                                   | Frankrike                                         | 8                                                 | 0.200 s                                           | 14.01 s                                           | Q                                                 |                                                   |
| 5                                                 | 36                                                | Gabriel Burnett                                   | Barbados                                          | 3                                                 | 0.258 s                                           | 14.23 s                                           |                                                   |                                                   |
| 6                                                 | 38                                                | Raphael Monachon                                  | Schweiz                                           | 2                                                 | 0.221 s                                           | 14.80 s                                           |                                                   |                                                   |
| 7                                                 | 37                                                | Zjivko Videnov                                    | Bulgarien                                         | 7                                                 | 0.122 s                                           | DNF                                               |                                                   |                                                   |

| Heat 4 av 6 Datum: Söndagen den 24 september 2000 | Heat 4 av 6 Datum: Söndagen den 24 september 2000 | Heat 4 av 6 Datum: Söndagen den 24 september 2000 | Heat 4 av 6 Datum: Söndagen den 24 september 2000 | Heat 4 av 6 Datum: Söndagen den 24 september 2000 | Heat 4 av 6 Datum: Söndagen den 24 september 2000 | Heat 4 av 6 Datum: Söndagen den 24 september 2000 | Heat 4 av 6 Datum: Söndagen den 24 september 2000 | Heat 4 av 6 Datum: Söndagen den 24 september 2000 |
| Placering                                         | Placering                                         | Idrottare                                         | Nation                                            | Bana                                              | Reaktion                                          | Tid                                               | Kval.                                             | Rekord                                            |
| Heat                                              | Totalt                                            | Idrottare                                         | Nation                                            | Bana                                              | Reaktion                                          | Tid                                               | Kval.                                             | Rekord                                            |
| ------------------------------------------------- | ------------------------------------------------- | ------------------------------------------------- | ------------------------------------------------- | ------------------------------------------------- | ------------------------------------------------- | ------------------------------------------------- | ------------------------------------------------- | ------------------------------------------------- |
| 1                                                 | 8                                                 | Florian Schwarthoff                               | Tyskland                                          | 6                                                 | 0,162 s                                           | 13,55 s                                           | Q                                                 |                                                   |
| 2                                                 | 12                                                | Robert Kronberg                                   | Sverige                                           | 4                                                 | 0.264 s                                           | 13.58 s                                           | Q                                                 |                                                   |
| 3                                                 | 13                                                | Terrence Trammell                                 | USA                                               | 1                                                 | 0.250 s                                           | 13.59 s                                           | Q                                                 |                                                   |
| 4                                                 | 16T                                               | Emiliano Pizzoli                                  | Italien                                           | 8                                                 | 0.158 s                                           | 13.65 s                                           | Q                                                 |                                                   |
| 5                                                 | 21                                                | Marcio Simao de Souza                             | Brasilien                                         | 3                                                 | 0.170 s                                           | 13.70 s                                           | q                                                 |                                                   |
| 6                                                 | 31                                                | Jeff Jackson                                      | Amerikanska Jungfruöarna                          | 7                                                 | 0.208 s                                           | 14.05 s                                           | q                                                 |                                                   |
| 7                                                 | 32                                                | Victor Houston                                    | Barbados                                          | 5                                                 | 0.230 s                                           | 14.06 s                                           |                                                   |                                                   |
| 8                                                 | 33                                                | Paolo Della Santa                                 | Schweiz                                           | 2                                                 | 0.190 s                                           | 14.12 s                                           |                                                   |                                                   |

| Heat 5 av 6 Datum: Söndagen den 24 september 2000 | Heat 5 av 6 Datum: Söndagen den 24 september 2000 | Heat 5 av 6 Datum: Söndagen den 24 september 2000 | Heat 5 av 6 Datum: Söndagen den 24 september 2000 | Heat 5 av 6 Datum: Söndagen den 24 september 2000 | Heat 5 av 6 Datum: Söndagen den 24 september 2000 | Heat 5 av 6 Datum: Söndagen den 24 september 2000 | Heat 5 av 6 Datum: Söndagen den 24 september 2000 | Heat 5 av 6 Datum: Söndagen den 24 september 2000 |
| Placering                                         | Placering                                         | Idrottare                                         | Nation                                            | Bana                                              | Reaktion                                          | Tid                                               | Kval.                                             | Rekord                                            |
| Heat                                              | Totalt                                            | Idrottare                                         | Nation                                            | Bana                                              | Reaktion                                          | Tid                                               | Kval.                                             | Rekord                                            |
| ------------------------------------------------- | ------------------------------------------------- | ------------------------------------------------- | ------------------------------------------------- | ------------------------------------------------- | ------------------------------------------------- | ------------------------------------------------- | ------------------------------------------------- | ------------------------------------------------- |
| 1                                                 | 4                                                 | Allen Johnson                                     | USA                                               | 3                                                 | 0,174 s                                           | 13,50 s                                           | Q                                                 |                                                   |
| 2                                                 | 9T                                                | Jevgenij Petjenkin                                | Ryssland                                          | 7                                                 | 0.216 s                                           | 13.56 s                                           | Q                                                 |                                                   |
| 3                                                 | 11                                                | Jonathan Nsenga                                   | Belgien                                           | 6                                                 | 0.185 s                                           | 13.57 s                                           | Q                                                 |                                                   |
| 4                                                 | 16T                                               | Elmar Lichtenegger                                | Österrike                                         | 2                                                 | 0.212 s                                           | 13.65 s                                           | Q                                                 |                                                   |
| 5                                                 | 18                                                | Levente Csillag                                   | Ungern                                            | 8                                                 | 0.257 s                                           | 13.66 s                                           | q                                                 |                                                   |
| 6                                                 | 26                                                | Joseph Randriamahaja                              | Madagaskar                                        | 5                                                 | 0.218 s                                           | 13.86 s                                           | q                                                 |                                                   |
| 7                                                 | 28T                                               | Damien Greaves                                    | Storbritannien                                    | 4                                                 | 0.303 s                                           | 14.01 s                                           | q                                                 |                                                   |

| Heat 6 av 6 Datum: Söndagen den 24 september 2000 | Heat 6 av 6 Datum: Söndagen den 24 september 2000 | Heat 6 av 6 Datum: Söndagen den 24 september 2000 | Heat 6 av 6 Datum: Söndagen den 24 september 2000 | Heat 6 av 6 Datum: Söndagen den 24 september 2000 | Heat 6 av 6 Datum: Söndagen den 24 september 2000 | Heat 6 av 6 Datum: Söndagen den 24 september 2000 | Heat 6 av 6 Datum: Söndagen den 24 september 2000 | Heat 6 av 6 Datum: Söndagen den 24 september 2000 |
| Placering                                         | Placering                                         | Idrottare                                         | Nation                                            | Bana                                              | Reaktion                                          | Tid                                               | Kval.                                             | Rekord                                            |
| Heat                                              | Totalt                                            | Idrottare                                         | Nation                                            | Bana                                              | Reaktion                                          | Tid                                               | Kval.                                             | Rekord                                            |
| ------------------------------------------------- | ------------------------------------------------- | ------------------------------------------------- | ------------------------------------------------- | ------------------------------------------------- | ------------------------------------------------- | ------------------------------------------------- | ------------------------------------------------- | ------------------------------------------------- |
| 1                                                 | 2                                                 | Colin Jackson                                     | Storbritannien                                    | 1                                                 | 0,135 s                                           | 13,38 s                                           | Q                                                 |                                                   |
| 2                                                 | 5T                                                | Tomasz Ścigaczewski                               | Polen                                             | 7                                                 | 0.166 s                                           | 13.53 s                                           | Q                                                 |                                                   |
| 3                                                 | 15                                                | Andrea Giaconi                                    | Italien                                           | 5                                                 | 0.203 s                                           | 13.62 s                                           | Q                                                 |                                                   |
| 4                                                 | 22                                                | Adrian Woodley                                    | Kanada                                            | 2                                                 | 0.175 s                                           | 13.71 s                                           | Q                                                 |                                                   |
| 5                                                 | 23                                                | Satoru Tanigawa                                   | Japan                                             | 3                                                 | 0.143 s                                           | 13.74 s                                           | q                                                 |                                                   |
| 6                                                 | 39                                                | Arlindo Pinheiro                                  | São Tomé och Príncipe                             | 4                                                 | 0.233 s                                           | 15.65 s                                           |                                                   | NR                                                |
|                                                   |                                                   | Robin Korving                                     | Nederländerna                                     | 6                                                 |                                                   | DNS                                               |                                                   |                                                   |
|                                                   |                                                   | Igor Kováč                                        | Slovakien                                         | 8                                                 |                                                   | DNS                                               |                                                   |                                                   |

| Omgång 1 Totala resultat | Omgång 1 Totala resultat | Omgång 1 Totala resultat | Omgång 1 Totala resultat | Omgång 1 Totala resultat | Omgång 1 Totala resultat | Omgång 1 Totala resultat | Omgång 1 Totala resultat | Omgång 1 Totala resultat | Omgång 1 Totala resultat |
| Placering                | Idrottare                | Nation                   | Heat                     | Bana                     | Placering                | Tid                      | Kval.                    | Rekord                   |                          |
| ------------------------ | ------------------------ | ------------------------ | ------------------------ | ------------------------ | ------------------------ | ------------------------ | ------------------------ | ------------------------ | ------------------------ |
| 1                        | Dudley Dorival           | Haiti                    | 2                        | 4                        | 1                        | 13,33 s                  | Q                        | NR                       |                          |
| 2                        | Colin Jackson            | Storbritannien           | 6                        | 1                        | 1                        | 13.38 s                  | Q                        |                          |                          |
| 3                        | Mark Crear               | USA                      | 1                        | 2                        | 1                        | 13.44 s                  | Q                        |                          |                          |
| 4                        | Allen Johnson            | USA                      | 5                        | 3                        | 1                        | 13.50 s                  | Q                        |                          |                          |
| 5                        | Shaun Bownes             | Sydafrika                | 2                        | 3                        | 2                        | 13.53 s                  | Q                        |                          |                          |
| 5                        | Yoel Hernandez           | Kuba                     | 2                        | 1                        | 2                        | 13.53 s                  | Q                        |                          |                          |
| 5                        | Tomasz Ścigaczewski      | Polen                    | 6                        | 7                        | 2                        | 13.53 s                  | Q                        |                          |                          |
| 8                        | Florian Schwarthoff      | Tyskland                 | 4                        | 6                        | 1                        | 13.55 s                  | Q                        |                          |                          |
| 9                        | Staņislavs Olijars       | Lettland                 | 1                        | 1                        | 2                        | 13.56 s                  | Q                        |                          |                          |
| 9                        | Jevgenij Petjenkin       | Ryssland                 | 5                        | 7                        | 2                        | 13.56 s                  | Q                        |                          |                          |
| 11                       | Jonathan Nsenga          | Belgien                  | 5                        | 6                        | 3                        | 13.57 s                  | Q                        |                          |                          |
| 12                       | Robert Kronberg          | Sverige                  | 4                        | 4                        | 2                        | 13.58 s                  | Q                        |                          |                          |
| 13                       | Terrence Trammell        | USA                      | 4                        | 1                        | 3                        | 13.59 s                  | Q                        |                          |                          |
| 14                       | Anier García             | Kuba                     | 3                        | 8                        | 1                        | 13.60 s                  | Q                        |                          |                          |
| 15                       | Andrea Giaconi           | Italien                  | 6                        | 5                        | 3                        | 13.62 s                  | Q                        |                          |                          |
| 16                       | Elmar Lichtenegger       | Österrike                | 5                        | 2                        | 4                        | 13.65 s                  | Q                        |                          |                          |
| 16                       | Emiliano Pizzoli         | Italien                  | 4                        | 8                        | 4                        | 13.65 s                  | Q                        |                          |                          |
| 18                       | Levente Csillag          | Ungern                   | 5                        | 8                        | 5                        | 13.66 s                  | q                        |                          |                          |
| 19                       | Falk Balzer              | Tyskland                 | 2                        | 8                        | 4                        | 13.67 s                  | Q                        |                          |                          |
| 19                       | Kyle Vander-Kuyp         | Australien               | 1                        | 8                        | 3                        | 13.67 s                  | Q                        |                          |                          |
| 21                       | Marcio Simao de Souza    | Brasilien                | 4                        | 3                        | 5                        | 13.70 s                  | q                        |                          |                          |
| 22                       | Adrian Woodley           | Kanada                   | 6                        | 2                        | 4                        | 13.71 s                  | Q                        |                          |                          |
| 23                       | Satoru Tanigawa          | Japan                    | 6                        | 3                        | 5                        | 13.74 s                  | q                        |                          |                          |
| 24                       | Andrej Kislich           | Ryssland                 | 3                        | 4                        | 2                        | 13.77 s                  | Q                        |                          |                          |
| 25                       | Balázs Kovács            | Ungern                   | 3                        | 5                        | 3                        | 13.83 s                  | Q                        |                          |                          |
| 26                       | Joseph Randriamahaja     | Madagaskar               | 5                        | 5                        | 6                        | 13.86 s                  | q                        |                          |                          |
| 27                       | Stephen Brown            | Trinidad och Tobago      | 2                        | 5                        | 5                        | 13.92 s                  | q                        |                          |                          |
| 28                       | Jean-Marc Grava          | Frankrike                | 3                        | 6                        | 4                        | 14.01 s                  | Q                        |                          |                          |
| 28                       | Damien Greaves           | Storbritannien           | 5                        | 4                        | 7                        | 14.01 s                  | q                        |                          |                          |
| 30                       | Peter Coughlan           | Irland                   | 2                        | 7                        | 6                        | 14.03 s                  | q                        |                          |                          |
| 31                       | Jeff Jackson             | Amerikanska Jungfruöarna | 4                        | 7                        | 6                        | 14.05 s                  | q                        |                          |                          |
| 32                       | Victor Houston           | Barbados                 | 4                        | 5                        | 7                        | 14.06 s                  |                          |                          |                          |
| 33                       | Paolo Della Santa        | Schweiz                  | 4                        | 2                        | 8                        | 14.12 s                  |                          |                          |                          |
| 34                       | Paul Sehzue              | Liberia                  | 1                        | 5                        | 4                        | 14.18 s                  | Q                        |                          |                          |
| 35                       | Charles Tyrone Allen     | Guyana                   | 1                        | 4                        | 5                        | 14.21 s                  |                          |                          |                          |
| 36                       | Gabriel Burnett          | Barbados                 | 3                        | 3                        | 5                        | 14.23 s                  |                          |                          |                          |
| 37                       | Robert Foster            | Jamaica                  | 2                        | 2                        | 7                        | 14.33 s                  |                          |                          |                          |
| 38                       | Raphael Monachon         | Schweiz                  | 3                        | 2                        | 6                        | 14.80 s                  |                          |                          |                          |
| 39                       | Arlindo Pinheiro         | São Tomé och Príncipe    | 6                        | 4                        | 6                        | 15.65 s                  |                          | NR                       |                          |
| 40                       | Ralf Leberer             | Tyskland                 | 1                        | 6                        | 6                        | 56.74 s                  | q                        |                          |                          |
|                          | Tony Jarrett             | Storbritannien           | 1                        | 7                        |                          | DQ                       |                          |                          |                          |
|                          | Mubarak Mubarak          | Saudiarabien             | 2                        | 6                        |                          | DQ                       |                          |                          |                          |
|                          | Marcin Kuszewski         | Polen                    | 1                        | 3                        |                          | DNF                      |                          |                          |                          |
|                          | Zjivko Videnov           | Bulgarien                | 3                        | 7                        |                          | DNF                      |                          |                          |                          |
|                          | Robin Korving            | Nederländerna            | 1                        | 3                        |                          | DNS                      |                          |                          |                          |
|                          | Igor Kováč               | Slovakien                | 6                        | 8                        |                          | DNS                      |                          |                          |                          |

### Omgång 2
| Heat 1 av 4 Datum: Söndagen den 24 september 2000 | Heat 1 av 4 Datum: Söndagen den 24 september 2000 | Heat 1 av 4 Datum: Söndagen den 24 september 2000 | Heat 1 av 4 Datum: Söndagen den 24 september 2000 | Heat 1 av 4 Datum: Söndagen den 24 september 2000 | Heat 1 av 4 Datum: Söndagen den 24 september 2000 | Heat 1 av 4 Datum: Söndagen den 24 september 2000 | Heat 1 av 4 Datum: Söndagen den 24 september 2000 | Heat 1 av 4 Datum: Söndagen den 24 september 2000 |
| Placering                                         | Placering                                         | Idrottare                                         | Nation                                            | Bana                                              | Reaktion                                          | Tid                                               | Kval.                                             | Rekord                                            |
| Heat                                              | Totalt                                            | Idrottare                                         | Nation                                            | Bana                                              | Reaktion                                          | Tid                                               | Kval.                                             | Rekord                                            |
| ------------------------------------------------- | ------------------------------------------------- | ------------------------------------------------- | ------------------------------------------------- | ------------------------------------------------- | ------------------------------------------------- | ------------------------------------------------- | ------------------------------------------------- | ------------------------------------------------- |
| 1                                                 | 6                                                 | Anier García                                      | Kuba                                              | 3                                                 | 0,207 s                                           | 13,53 s                                           | Q                                                 |                                                   |
| 2                                                 | 11                                                | Falk Balzer                                       | Tyskland                                          | 7                                                 | 0.206 s                                           | 13.59 s                                           | Q                                                 |                                                   |
| 3                                                 | 12 T                                              | Mark Crear                                        | USA                                               | 4                                                 | 0.144 s                                           | 13.60 s                                           | Q                                                 |                                                   |
| 4                                                 | 15                                                | Jevgenij Petjenkin                                | Ryssland                                          | 6                                                 | 0.155 s                                           | 13.69 s                                           | Q                                                 |                                                   |
| 5                                                 | 16                                                | Emiliano Pizzoli                                  | Italien                                           | 8                                                 | 0.153 s                                           | 13.69 s                                           |                                                   |                                                   |
| 6                                                 | 40                                                | Jonathan Nsenga                                   | Belgien                                           | 5                                                 | 0.152 s                                           | 13.73 s                                           |                                                   |                                                   |
| 7                                                 | 25                                                | Satoru Tanigawa                                   | Japan                                             | 1                                                 | 0.157 s                                           | 13.94 s                                           |                                                   |                                                   |
| 8                                                 | 29                                                | Damien Greaves                                    | Storbritannien                                    | 2                                                 | 0.239 s                                           | 14.08 s                                           |                                                   |                                                   |

| Heat 2 av 4 Datum: Söndagen den 24 september 2000 | Heat 2 av 4 Datum: Söndagen den 24 september 2000 | Heat 2 av 4 Datum: Söndagen den 24 september 2000 | Heat 2 av 4 Datum: Söndagen den 24 september 2000 | Heat 2 av 4 Datum: Söndagen den 24 september 2000 | Heat 2 av 4 Datum: Söndagen den 24 september 2000 | Heat 2 av 4 Datum: Söndagen den 24 september 2000 | Heat 2 av 4 Datum: Söndagen den 24 september 2000 | Heat 2 av 4 Datum: Söndagen den 24 september 2000 |
| Placering                                         | Placering                                         | Idrottare                                         | Nation                                            | Bana                                              | Reaktion                                          | Tid                                               | Kval.                                             | Rekord                                            |
| Heat                                              | Totalt                                            | Idrottare                                         | Nation                                            | Bana                                              | Reaktion                                          | Tid                                               | Kval.                                             | Rekord                                            |
| ------------------------------------------------- | ------------------------------------------------- | ------------------------------------------------- | ------------------------------------------------- | ------------------------------------------------- | ------------------------------------------------- | ------------------------------------------------- | ------------------------------------------------- | ------------------------------------------------- |
| 1                                                 | 5                                                 | Dudley Dorival                                    | Haiti                                             | 4                                                 | 0,180 s                                           | 13,49 s                                           | Q                                                 |                                                   |
| 2                                                 | 7T                                                | Shaun Bownes                                      | Sydafrika                                         | 5                                                 | 0.203 s                                           | 13.54 s                                           | Q                                                 |                                                   |
| 3                                                 | 12T                                               | Tomasz Ścigaczewski                               | Polen                                             | 3                                                 | 0.210 s                                           | 13.60 s                                           | Q                                                 |                                                   |
| 4                                                 | 14                                                | Kyle Vander-Kuyp                                  | Australien                                        | 8                                                 | 0.163 s                                           | 13.62 s                                           | Q                                                 |                                                   |
| 5                                                 | 18T                                               | Ralf Leberer                                      | Tyskland                                          | 9                                                 | 0.141 s                                           | 13.73 s                                           |                                                   |                                                   |
| 6                                                 | 21                                                | Levente Csillag                                   | Ungern                                            | 7                                                 | 0.183 s                                           | 13.75 s                                           |                                                   |                                                   |
| 7                                                 | 24                                                | Andrea Giaconi                                    | Italien                                           | 6                                                 | 0.168 s                                           | 13.93 s                                           |                                                   |                                                   |
| 8                                                 | 31                                                | Jeff Jackson                                      | Amerikanska Jungfruöarna                          | 1                                                 | 0.248 s                                           | 14.17 s                                           |                                                   |                                                   |
| 9                                                 | 32                                                | Paul Sehzue                                       | Liberia                                           | 2                                                 | 0.220 s                                           | 14.37 s                                           |                                                   |                                                   |

| Heat 3 av 4 Datum: Söndagen den 24 september 2000 | Heat 3 av 4 Datum: Söndagen den 24 september 2000 | Heat 3 av 4 Datum: Söndagen den 24 september 2000 | Heat 3 av 4 Datum: Söndagen den 24 september 2000 | Heat 3 av 4 Datum: Söndagen den 24 september 2000 | Heat 3 av 4 Datum: Söndagen den 24 september 2000 | Heat 3 av 4 Datum: Söndagen den 24 september 2000 | Heat 3 av 4 Datum: Söndagen den 24 september 2000 | Heat 3 av 4 Datum: Söndagen den 24 september 2000 |
| Placering                                         | Placering                                         | Idrottare                                         | Nation                                            | Bana                                              | Reaktion                                          | Tid                                               | Kval.                                             | Rekord                                            |
| Heat                                              | Totalt                                            | Idrottare                                         | Nation                                            | Bana                                              | Reaktion                                          | Tid                                               | Kval.                                             | Rekord                                            |
| ------------------------------------------------- | ------------------------------------------------- | ------------------------------------------------- | ------------------------------------------------- | ------------------------------------------------- | ------------------------------------------------- | ------------------------------------------------- | ------------------------------------------------- | ------------------------------------------------- |
| 1                                                 | 7T                                                | Florian Schwarthoff                               | Tyskland                                          | 3                                                 | 0,190 s                                           | 13,54 s                                           | Q                                                 |                                                   |
| 2                                                 | 9                                                 | Allen Johnson                                     | USA                                               | 5                                                 | 0.154 s                                           | 13.55 s                                           | Q                                                 |                                                   |
| 3                                                 | 10                                                | Robert Kronberg                                   | Sverige                                           | 6                                                 | 0.205 s                                           | 13.56 s                                           | Q                                                 |                                                   |
| 4                                                 | 18T                                               | Elmar Lichtenegger                                | Österrike                                         | 8                                                 | 0.196 s                                           | 13.73 s                                           | Q                                                 |                                                   |
| 5                                                 | 26                                                | Andrej Kislich                                    | Ryssland                                          | 4                                                 | 0.154 s                                           | 14.03 s                                           |                                                   |                                                   |
| 6                                                 | 27                                                | Adrian Woodley                                    | Kanada                                            | 1                                                 | 0.178 s                                           | 14.04 s                                           |                                                   |                                                   |
| 7                                                 | 28                                                | Joseph Randriamahaja                              | Madagaskar                                        | 7                                                 | 0.233 s                                           | 14.07 s                                           |                                                   |                                                   |
| 8                                                 | 30                                                | Stephen Brown                                     | Trinidad och Tobago                               | 2                                                 | 0.202 s                                           | 14.12 s                                           |                                                   |                                                   |

| Heat 4 av 4 Datum: Söndagen den 24 september 2000 | Heat 4 av 4 Datum: Söndagen den 24 september 2000 | Heat 4 av 4 Datum: Söndagen den 24 september 2000 | Heat 4 av 4 Datum: Söndagen den 24 september 2000 | Heat 4 av 4 Datum: Söndagen den 24 september 2000 | Heat 4 av 4 Datum: Söndagen den 24 september 2000 | Heat 4 av 4 Datum: Söndagen den 24 september 2000 | Heat 4 av 4 Datum: Söndagen den 24 september 2000 | Heat 4 av 4 Datum: Söndagen den 24 september 2000 |
| Placering                                         | Placering                                         | Idrottare                                         | Nation                                            | Bana                                              | Reaktion                                          | Tid                                               | Kval.                                             | Rekord                                            |
| Heat                                              | Totalt                                            | Idrottare                                         | Nation                                            | Bana                                              | Reaktion                                          | Tid                                               | Kval.                                             | Rekord                                            |
| ------------------------------------------------- | ------------------------------------------------- | ------------------------------------------------- | ------------------------------------------------- | ------------------------------------------------- | ------------------------------------------------- | ------------------------------------------------- | ------------------------------------------------- | ------------------------------------------------- |
| 1                                                 | 1                                                 | Colin Jackson                                     | Storbritannien                                    | 4                                                 | 0,136 s                                           | 13,27 s                                           | Q                                                 |                                                   |
| 2                                                 | 2                                                 | Terrence Trammell                                 | USA                                               | 6                                                 | 0.154 s                                           | 13.29 s                                           | Q                                                 |                                                   |
| 3                                                 | 3                                                 | Staņislavs Olijars                                | Lettland                                          | 3                                                 | 0.164 s                                           | 13.34 s                                           | Q                                                 |                                                   |
| 4                                                 | 4                                                 | Yoel Hernandez                                    | Kuba                                              | 5                                                 | 0.176 s                                           | 13.40 s                                           | Q                                                 |                                                   |
| 5                                                 | 17                                                | Marcio Simao de Souza                             | Brasilien                                         | 1                                                 | 0.154 s                                           | 13.71 s                                           |                                                   |                                                   |
| 6                                                 | 22                                                | Balázs Kovács                                     | Ungern                                            | 2                                                 | 0.155 s                                           | 13.78 s                                           |                                                   |                                                   |
| 7                                                 | 23                                                | Peter Coughlan                                    | Irland                                            | 7                                                 | 0.182 s                                           | 13.86 s                                           |                                                   | SB                                                |
| 8                                                 | 33                                                | Jean-Marc Grava                                   | Frankrike                                         | 8                                                 | 0.152 s                                           | 14.47 s                                           |                                                   |                                                   |

| Omgång 2 Totala resultat | Omgång 2 Totala resultat | Omgång 2 Totala resultat | Omgång 2 Totala resultat | Omgång 2 Totala resultat | Omgång 2 Totala resultat | Omgång 2 Totala resultat | Omgång 2 Totala resultat | Omgång 2 Totala resultat | Omgång 2 Totala resultat |
| Placering                | Idrottare                | Nation                   | Heat                     | Bana                     | Placering                | Tid                      | Kval.                    | Rekord                   |                          |
| ------------------------ | ------------------------ | ------------------------ | ------------------------ | ------------------------ | ------------------------ | ------------------------ | ------------------------ | ------------------------ | ------------------------ |
| 1                        | Colin Jackson            | Storbritannien           | 4                        | 4                        | 1                        | 13,27 s                  | Q                        |                          |                          |
| 2                        | Terrence Trammell        | USA                      | 4                        | 6                        | 2                        | 13.29 s                  | Q                        |                          |                          |
| 3                        | Staņislavs Olijars       | Lettland                 | 4                        | 3                        | 3                        | 13.34 s                  | Q                        |                          |                          |
| 4                        | Yoel Hernandez           | Kuba                     | 4                        | 5                        | 4                        | 13.40 s                  | Q                        |                          |                          |
| 5                        | Dudley Dorival           | Haiti                    | 2                        | 4                        | 1                        | 13.49 s                  | Q                        |                          |                          |
| 6                        | Anier Garcia             | Kuba                     | 1                        | 3                        | 1                        | 13.53 s                  | Q                        |                          |                          |
| 7                        | Shaun Bownes             | Sydafrika                | 2                        | 5                        | 2                        | 13.54 s                  | Q                        |                          |                          |
| 7                        | Florian Schwarthoff      | Tyskland                 | 3                        | 3                        | 1                        | 13.54 s                  | Q                        |                          |                          |
| 9                        | Allen Johnson            | USA                      | 3                        | 5                        | 2                        | 13.55 s                  | Q                        |                          |                          |
| 10                       | Robert Kronberg          | Sverige                  | 3                        | 6                        | 3                        | 13.56 s                  | Q                        |                          |                          |
| 11                       | Falk Balzer              | Tyskland                 | 1                        | 7                        | 2                        | 13.59 s                  | Q                        |                          |                          |
| 12                       | Mark Crear               | USA                      | 1                        | 4                        | 3                        | 13.60 s                  | Q                        |                          |                          |
| 12                       | Tomasz Ścigaczewski      | Polen                    | 2                        | 3                        | 3                        | 13.60 s                  | Q                        |                          |                          |
| 14                       | Kyle Vander-Kuyp         | Australien               | 2                        | 8                        | 4                        | 13.62 s                  | Q                        |                          |                          |
| 15                       | Jevgenij Petjenkin       | Ryssland                 | 1                        | 6                        | 4                        | 13.63 s                  | Q                        |                          |                          |
| 16                       | Emiliano Pizzoli         | Italien                  | 1                        | 8                        | 5                        | 13.69 s                  |                          |                          |                          |
| 17                       | Marcio Simao de Souza    | Brasilien                | 4                        | 1                        | 5                        | 13.71 s                  |                          |                          |                          |
| 18                       | Elmar Lichtenegger       | Österrike                | 3                        | 8                        | 4                        | 13.73 s                  | Q                        |                          |                          |
| 18                       | Ralf Leberer             | Tyskland                 | 2                        | 9                        | 5                        | 13.73 s                  |                          |                          |                          |
| 18                       | Jonathan Nsenga          | Belgien                  | 1                        | 5                        | 6                        | 13.73 s                  |                          |                          |                          |
| 21                       | Levente Csillag          | Ungern                   | 2                        | 7                        | 6                        | 13.75 s                  |                          |                          |                          |
| 22                       | Balázs Kovács            | Ungern                   | 4                        | 2                        | 6                        | 13.78 s                  |                          |                          |                          |
| 23                       | Peter Coughlan           | Irland                   | 4                        | 7                        | 7                        | 13.86 s                  |                          | SB                       |                          |
| 24                       | Andrea Giaconi           | Italien                  | 2                        | 6                        | 7                        | 13.93 s                  |                          |                          |                          |
| 25                       | Satoru Tanigawa          | Japan                    | 1                        | 1                        | 7                        | 13.94 s                  |                          |                          |                          |
| 26                       | Andrej Kislich           | Ryssland                 | 3                        | 4                        | 5                        | 14.03 s                  |                          |                          |                          |
| 27                       | Adrian Woodley           | Kanada                   | 3                        | 1                        | 6                        | 14.04 s                  |                          |                          |                          |
| 28                       | Joseph Randriamahaja     | Madagaskar               | 3                        | 7                        | 7                        | 14.07 s                  |                          |                          |                          |
| 29                       | Damien Greaves           | Storbritannien           | 1                        | 2                        | 8                        | 14.08 s                  |                          |                          |                          |
| 30                       | Stephen Brown            | Trinidad och Tobago      | 3                        | 2                        | 8                        | 14.12 s                  |                          |                          |                          |
| 31                       | Jeff Jackson             | Amerikanska Jungfruöarna | 2                        | 1                        | 8                        | 14.17 s                  |                          |                          |                          |
| 32                       | Paul Sehzue              | Liberia                  | 2                        | 2                        | 9                        | 14.37 s                  |                          |                          |                          |
| 33                       | Jean-Marc Grava          | Frankrike                | 4                        | 8                        | 8                        | 14.47 s                  |                          |                          |                          |

### Semifinaler
| Heat 1 av 2 Datum: Måndagen den 25 september 2000 | Heat 1 av 2 Datum: Måndagen den 25 september 2000 | Heat 1 av 2 Datum: Måndagen den 25 september 2000 | Heat 1 av 2 Datum: Måndagen den 25 september 2000 | Heat 1 av 2 Datum: Måndagen den 25 september 2000 | Heat 1 av 2 Datum: Måndagen den 25 september 2000 | Heat 1 av 2 Datum: Måndagen den 25 september 2000 | Heat 1 av 2 Datum: Måndagen den 25 september 2000 | Heat 1 av 2 Datum: Måndagen den 25 september 2000 |
| Placering                                         | Placering                                         | Idrottare                                         | Nation                                            | Bana                                              | Reaktion                                          | Tid                                               | Kval.                                             | Rekord                                            |
| Heat                                              | Totalt                                            | Idrottare                                         | Nation                                            | Bana                                              | Reaktion                                          | Tid                                               | Kval.                                             | Rekord                                            |
| ------------------------------------------------- | ------------------------------------------------- | ------------------------------------------------- | ------------------------------------------------- | ------------------------------------------------- | ------------------------------------------------- | ------------------------------------------------- | ------------------------------------------------- | ------------------------------------------------- |
| 1                                                 | 1                                                 | Anier García                                      | Kuba                                              | 5                                                 | 0,174 s                                           | 13,16 s                                           | Q                                                 |                                                   |
| 2                                                 | 2                                                 | Mark Crear                                        | USA                                               | 2                                                 | 0.193 s                                           | 13.23 s                                           | Q                                                 |                                                   |
| 3                                                 | 6                                                 | Dudley Dorival                                    | Haiti                                             | 3                                                 | 0.168 s                                           | 13.35 s                                           | Q                                                 |                                                   |
| 4                                                 | 7T                                                | Robert Kronberg                                   | Sverige                                           | 8                                                 | 0.154 s                                           | 13.39 s                                           | Q                                                 |                                                   |
| 5                                                 | 9T                                                | Shaun Bownes                                      | Sydafrika                                         | 4                                                 | 0.167 s                                           | 13.41 s                                           |                                                   | SB                                                |
| 6                                                 | 13T                                               | Falk Balzer                                       | Tyskland                                          | 6                                                 | 0.176 s                                           | 13.59 s                                           |                                                   |                                                   |
| 7                                                 | 15                                                | Jevgenij Petjenkin                                | Ryssland                                          | 1                                                 | 0.165 s                                           | 13.62                                             |                                                   |                                                   |
| 8                                                 | 16                                                | Kyle Vander-Kuyp                                  | Australien                                        | 7                                                 | 0.140 s                                           | 13.63                                             |                                                   |                                                   |

| Heat 2 av 2 Datum: Måndagen den 25 september 2000 | Heat 2 av 2 Datum: Måndagen den 25 september 2000 | Heat 2 av 2 Datum: Måndagen den 25 september 2000 | Heat 2 av 2 Datum: Måndagen den 25 september 2000 | Heat 2 av 2 Datum: Måndagen den 25 september 2000 | Heat 2 av 2 Datum: Måndagen den 25 september 2000 | Heat 2 av 2 Datum: Måndagen den 25 september 2000 | Heat 2 av 2 Datum: Måndagen den 25 september 2000 | Heat 2 av 2 Datum: Måndagen den 25 september 2000 |
| Placering                                         | Placering                                         | Idrottare                                         | Nation                                            | Bana                                              | Reaktion                                          | Tid                                               | Kval.                                             | Rekord                                            |
| Heat                                              | Totalt                                            | Idrottare                                         | Nation                                            | Bana                                              | Reaktion                                          | Tid                                               | Kval.                                             | Rekord                                            |
| ------------------------------------------------- | ------------------------------------------------- | ------------------------------------------------- | ------------------------------------------------- | ------------------------------------------------- | ------------------------------------------------- | ------------------------------------------------- | ------------------------------------------------- | ------------------------------------------------- |
| 1                                                 | 3                                                 | Terrence Trammell                                 | USA                                               | 4                                                 | 0,200 s                                           | 13,32 s                                           | Q                                                 |                                                   |
| 2                                                 | 4                                                 | Allen Johnson                                     | USA                                               | 3                                                 | 0.166 s                                           | 13.34 s                                           | Q                                                 |                                                   |
| 3                                                 | 5                                                 | Colin Jackson                                     | Storbritannien                                    | 6                                                 | 0.144 s                                           | 13.34 s                                           | Q                                                 |                                                   |
| 4                                                 | 7T                                                | Florian Schwarthoff                               | Tyskland                                          | 5                                                 | 0.125 s                                           | 13.39 s                                           | Q                                                 |                                                   |
| 5                                                 | 9T                                                | Yoel Hernandez                                    | Kuba                                              | 7                                                 | 0.168 s                                           | 13.41 s                                           |                                                   |                                                   |
| 6                                                 | 11                                                | Staņislavs Olijars                                | Lettland                                          | 2                                                 | 0.166 s                                           | 13.50 s                                           |                                                   |                                                   |
| 7                                                 | 12                                                | Tomasz Ścigaczewski                               | Polen                                             | 8                                                 | 0.159 s                                           | 13.51 s                                           |                                                   |                                                   |
| 8                                                 | 13T                                               | Elmar Lichtenegger                                | Österrike                                         | 1                                                 | 0.193 s                                           | 13.59                                             |                                                   |                                                   |

| Semifinaler Totala resultat | Semifinaler Totala resultat | Semifinaler Totala resultat | Semifinaler Totala resultat | Semifinaler Totala resultat | Semifinaler Totala resultat | Semifinaler Totala resultat | Semifinaler Totala resultat | Semifinaler Totala resultat | Semifinaler Totala resultat |
| Placering                   | Idrottare                   | Nation                      | Heat                        | Bana                        | Placering                   | Tid                         | Kval.                       | Rekord                      |                             |
| --------------------------- | --------------------------- | --------------------------- | --------------------------- | --------------------------- | --------------------------- | --------------------------- | --------------------------- | --------------------------- | --------------------------- |
| 1                           | Anier García                | Kuba                        | 1                           | 5                           | 1                           | 13,16 s                     | Q                           |                             |                             |
| 2                           | Mark Crear                  | USA                         | 1                           | 2                           | 2                           | 13.23 s                     | Q                           |                             |                             |
| 3                           | Terrence Trammell           | USA                         | 2                           | 4                           | 1                           | 13.32 s                     | Q                           |                             |                             |
| 4                           | Allen Johnson               | USA                         | 2                           | 3                           | 2                           | 13.33 s                     | Q                           |                             |                             |
| 5                           | Colin Jackson               | Storbritannien              | 2                           | 6                           | 3                           | 13.34 s                     | Q                           |                             |                             |
| 6                           | Dudley Dorival              | Haiti                       | 1                           | 3                           | 3                           | 13.35 s                     | Q                           |                             |                             |
| 7                           | Robert Kronberg             | Sverige                     | 1                           | 8                           | 4                           | 13.39 s                     | Q                           |                             |                             |
| 7                           | Florian Schwarthoff         | Tyskland                    | 2                           | 5                           | 4                           | 13.39 s                     | Q                           |                             |                             |
| 9                           | Shaun Bownes                | Sydafrika                   | 1                           | 4                           | 5                           | 13.41 s                     |                             | SB                          |                             |
| 9                           | Yoel Hernandez              | Kuba                        | 2                           | 7                           | 5                           | 13.41 s                     |                             |                             |                             |
| 11                          | Staņislavs Olijars          | Lettland                    | 2                           | 2                           | 6                           | 13.50 s                     |                             |                             |                             |
| 12                          | Tomasz Ścigaczewski         | Polen                       | 2                           | 8                           | 7                           | 13.51 s                     |                             |                             |                             |
| 13                          | Falk Balzer                 | Tyskland                    | 1                           | 6                           | 6                           | 13.59 s                     |                             |                             |                             |
| 13                          | Elmar Lichtenegger          | Österrike                   | 2                           | 1                           | 8                           | 13.59 s                     |                             |                             |                             |
| 15                          | Jevgenij Petjenkin          | Ryssland                    | 1                           | 1                           | 7                           | 13.62 s                     |                             |                             |                             |
| 16                          | Kyle Vander-Kuyp            | Australien                  | 1                           | 7                           | 8                           | 13.63 s                     |                             |                             |                             |

## Finals
| 1 | Anier García        | Kuba           | 3 | 0,172 s | 13,00 s | NR |
| 2 | Terrence Trammell   | USA            | 4 | 0,221 s | 13,16 s | PB |
| 3 | Mark Crear          | USA            | 6 | 0,214 s | 13,22 s |    |
| 4 | Allen Johnson       | USA            | 5 | 0,182 s | 13,23 s |    |
| 5 | Colin Jackson       | Storbritannien | 1 | 0,139 s | 13,28 s |    |
| 6 | Florian Schwarthoff | Tyskland       | 7 | 0,184 s | 13,42 s |    |
| 7 | Dudley Dorival      | Haiti          | 2 | 0,161 s | 13.49 s |    |
| 8 | Robert Kronberg     | Sverige        | 8 | 0,244 s | 13,61 s |    |